# Réserve naturelle de Corse
Pour un article plus général, voir réserves naturelles en France.
Une réserve naturelle de Corse (RNC) est une aire protégée faisant partie des réserves naturelles de France et dont le statut est défini par la loi relative à la démocratie de proximité du 27 février 2002. Ces sites correspondent aux anciennes réserves nationales de Corse (il en existait 6 en 2006) dont la responsabilité et la gestion ont été transférées à la collectivité territoriale de Corse. Les objectifs de gestion et protection définis par les décrets de création de ces réserves ne changent pas, sauf si une évaluation scientifique de la gestion montrait qu'il y a nécessité de corriger certains aspects de la gestion.
Les autres statuts français de réserves naturelles sont les réserves naturelles nationales et régionales.

## Biodiversité
Six des réserves de Corse protègent le littoral, tandis que la dernière créée est situé à l'intérieur de l'île en milieu montagnard.

## Liste des réserves naturelles de Corse
| Nom                                          | Photo | Classement              | Superficie (km²) | Code   | Communes | Géolocalisation             | Gestionnaire et observations                                                                                     |
| -------------------------------------------- | ----- | ----------------------- | ---------------- | ------ | -------- | --------------------------- | --- |
| Réserve naturelle de Scandola                |       | 1976                    | 1 669 ha         | RNC24  |          | 42° 21′ 32″ N, 8° 33′ 36″ E | parc naturel régional de Corse                                                                                   |
| Réserve naturelle des îles Cerbicale         |       | 1981-82                 | 36 ha            | RNC51  |          | 41° 32′ 04″ N, 9° 22′ 09″ E | Office de l’environnement de la Corse                                                                            |
| Réserve naturelle de l'étang de Biguglia     |       | 1994                    | 1 790 ha         | RNC120 |          | 42° 35′ 55″ N, 9° 28′ 51″ E | département de la Haute-Corse                                                                                    |
| Réserve naturelle des Bouches de Bonifacio   |       | 1999                    | 79 460 ha        | RNC147 |          | 41° 21′ 48″ N, 9° 11′ 14″ E | Office de l’environnement de la Corse ; inclut la Réserve naturelle des îles Lavezzi (1982), déclassée           |
| Réserve naturelle des Tre Padule de Suartone |       | 2000                    | 217,9 ha         | RNC151 |          | 41° 27′ 46″ N, 9° 14′ 23″ E | Office de l’environnement de la Corse                                                                            |
| Réserve naturelle des îles du Cap Corse      |       | 1987 - agrandie en 2017 | 66 ha            | RNC315 |          | 42° 59′ 04″ N, 9° 28′ 10″ E | Finocchiarola pour la gestion des espaces naturels de la Pointe du Cap Corse ; anciennement RNC de Finocchiarola |
| Réserve naturelle du massif du Monte Rotondo |       | 2017                    | 3 135 ha         | RNC317 |          | 42° 13′ 02″ N, 9° 04′ 45″ E | Office de l’environnement de la Corse                                                                            |